# 379 (tal)
379 är det naturliga talet som följer 378 och som följs av 380.

## Inom vetenskapen
- 379 Huenna, en asteroid.

## Inom matematiken
- 379 är ett udda tal
- 379 är ett primtal
- 379 är ett defekt tal